# فوضويات السوق
'فوضويات السوق' هو إطار عمل وبرنامج إستراتيجي وضع وأعد عام 2008 للتعامل مع الاضطراب الاقتصادي، وأول من تكلم عنه هو خبير التسويق فيليب كوتلر الذي تخرج من كلية كيلوغ للإدارة (Kellogg School of Management) بجامعة نورثويسترن والخبير العالمي في إستراتيجيات الأعمال جون كازليون (John A Caslione) صاحب شركة بزنس كابيتال ذ.م.م. لنظم التحكم في المجموعات (GCS Business Capital).  واستنادًا إلى مبدأ أن الاقتصاد العالمي قد دخل في عهد اقتصادي جديد من الارتياب فإن مبحث 'فوضويات السوق' يطرح طرقًا من شأنها السماح للشركات بالتعايش مع المخاطر والارتياب المتزايد في عصر زادت فيه حدة الاضطراب وتصاعدت نتيجة لذلك وتيرة الفوضى.  وهذا المبحث يشمل وضع مجموعة من السلوكيات الإستراتيجية الجديدة وتطبيقها وهي التي حددها كوتلر وكازليون فضلاً عن إنشاء نظام إنذار مبكر ونظام لهيكلة التصورات ونظام للاستجابة السريعة وذلك للإدارة والتسويق أثناء فترات الركود وغيرها من الحالات الاقتصادية المضطربة.
ووفقًا لما ذكره كوتلر وكازولين في كتابيهما الذي يحمل عنوان فوضويات السوق (CHAOTICS): شؤون الإدارة والتسويق في عصر الاضطراب (The Business of Managing and Marketing in The Age of Turbulence) (أماكوم للنشر، مايو 2009)، فـالعولمة والتقانة هما العنصران الأساسيان اللذان أديا إلى إنشاء مستوى جديد من الهشاشة المتبادلة في الاقتصاد العالمي.  ونتيجة لذلك دخل الاقتصاد العالمي مرحلة جديدة يسودها حقب متكررة ومتقطعة من الاضطراب أدت إلى نشأة ما يُطلق عليه الحالة الطبيعية الجديدة - وهي وضع طبيعي جديد في الاقتصاد العالمي تسوده الاضطرابات المستمرة وغير المتوقعة التي تأتي بين الحين والآخر بطفرات ازدهار وانكماش دورية ومتقطعة، ومن أمثلة ذلك حالات الانكماش الممتدة التي لا تختلف كثيرًا عن الركود أو حتى الكساد.  وللاضطرابات تأثيران عظيمان على المؤسسات التجارية.  أولها الضعف الذي تحتاج الشركات إلى دروع واقية للحماية منه.  وثانيها هو الفرصة التي ينبغي استغلالها.  وهذه الحقبة الجديدة من الفوضى والاضطراب المتفاقم تفرز الحاجة إلى أن تتعامل المنشآت التجارية بعقلية جديدة، بحيث يراعى فيها الفترات المتكررة والمتقطعة من الارتباك، حتى تنمو وتزدهر في ظل الخطر المحدق الذي يتربص بالاقتصاد وفي ظل الفوضى المحيطة بالشركات.
يساعد مبحث 'فوضويات السوق' الشركات التجارية والمؤسسات في:
- الكشف عن مصادر الاضطراب
- إعداد التصورات للاستجابة لفوضى الاضطراب
- التنبؤ بنقاط الضعف والفرص التي تفرزها حالة الفوضى
- إعداد استجابات لضمان المرونة والنجاح على المدى البعيد
- تجنب المخاطر أثناء النهوض بمصالح الشركة
- تعزيز المرونة في كشف الميزانية والميزانيات وفي التنفيذ الإستراتيجي ودورات الإنجاز
- التسعير وفق خطة إستراتيجية ومرنة
- تعديل المنتجات لتتناسب مع قيم العملاء الجديدة سريعة التغير
- إعداد إستراتيجية مُضَمَّنة لتعديل الوقت الحقيقي بما يتناسب مع الاضطراب والبيئة سريعة التغير

يرجح كوتلر وكازولين أن الشركات عليها أن تخطط الآن لاقتصاد لا يتميز بمد وجزر كمثل الأمواج الرقيقة الصاعدة بسلاسة كما كان الحال في الماضي، بل أن تضع في حسبانها أن الوضع القادم يشبه الموجات المتلاطمة لضربات القلب في مخطط كهربية القلب (أي الحالة الطبيعية الجديدة). ويشمل مبحث نظام الإدارة بفوضويات السوق سلوكيات إستراتيجية جديدة لفوضويات السوق تهدف إلى تجنب المخاطر ومواجهة حالات الارتياب، وهذه السلوكيات من شأنها المساعدة في أن تسير الشركات التجارية بهدوء وسط الأمواج المتلاطمة بدلاَ من الغرق والانهيار.  وتمثل 'فوضويات السوق' برنامج عمل جديدًا ومجموعة جديدة من السلوكيات الإستراتيجية المصممة خصيصًا لمساعدة الشركات التجارية في تحقيق النجاح وجني الأرباح على المدى البعيد، ومن ثم تحقيق استدامة الشركات التجارية والمحافظة عليها بغض النظر عن الظروف الاقتصادية من اضطراب أو الاضطراب المتفاقم.
يباع كتاب فوضويات السوق: شؤون الإدارة والتسويق في عصر الاضطراب حاليًا في 70 دولة وفي 34 لغة مختلفة.

## كتب

### بالإنجليزية
- CHAOTICS: The Business of Managing and Marketing in The Age of Turbulence (AMACOM Publishing May 2009) ISBN 0-8144-1521-0